# Olaigatan

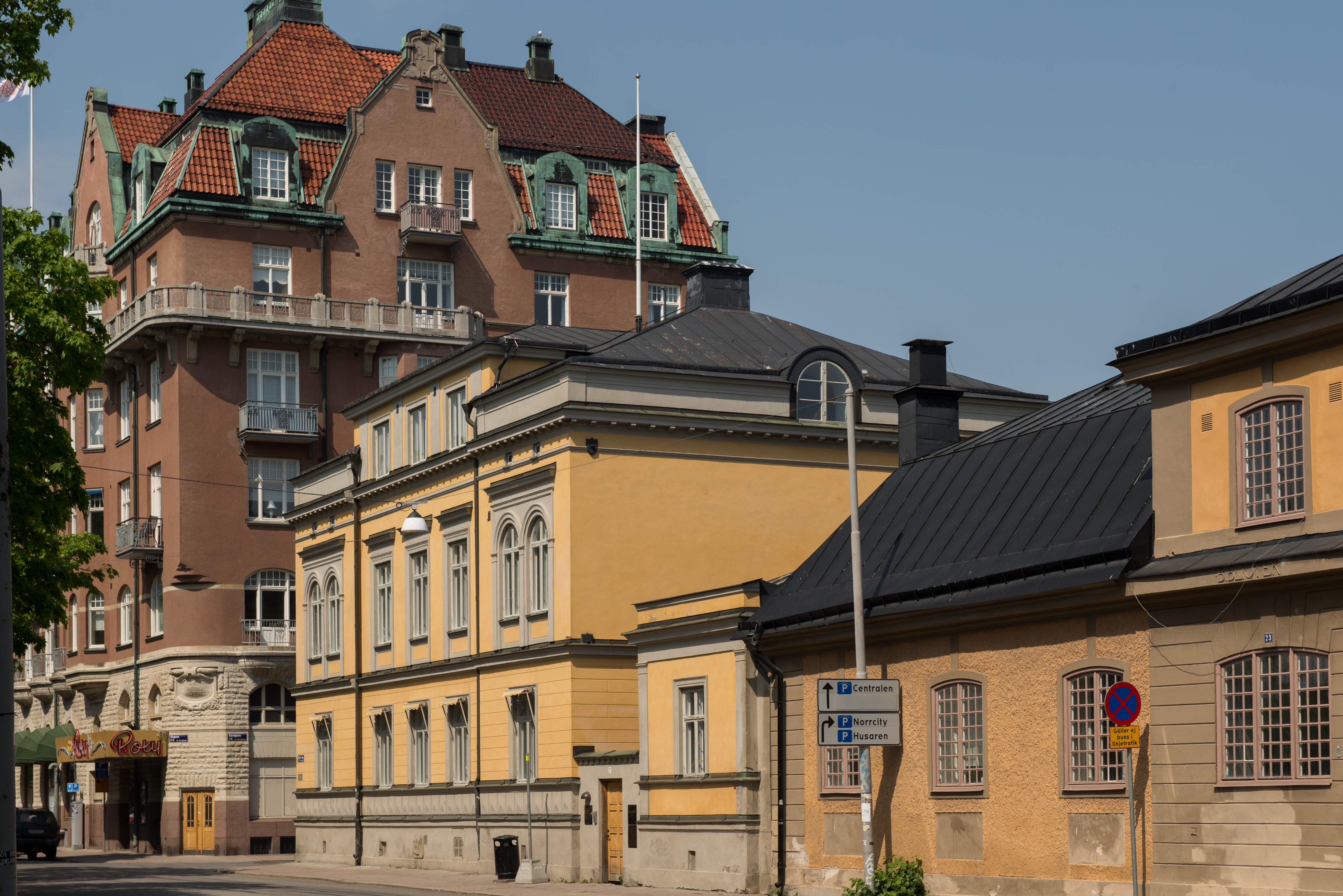
Olaigatan 2014 med Centralpalatset, Husarernas kanslihus och Landshövdingestallet.

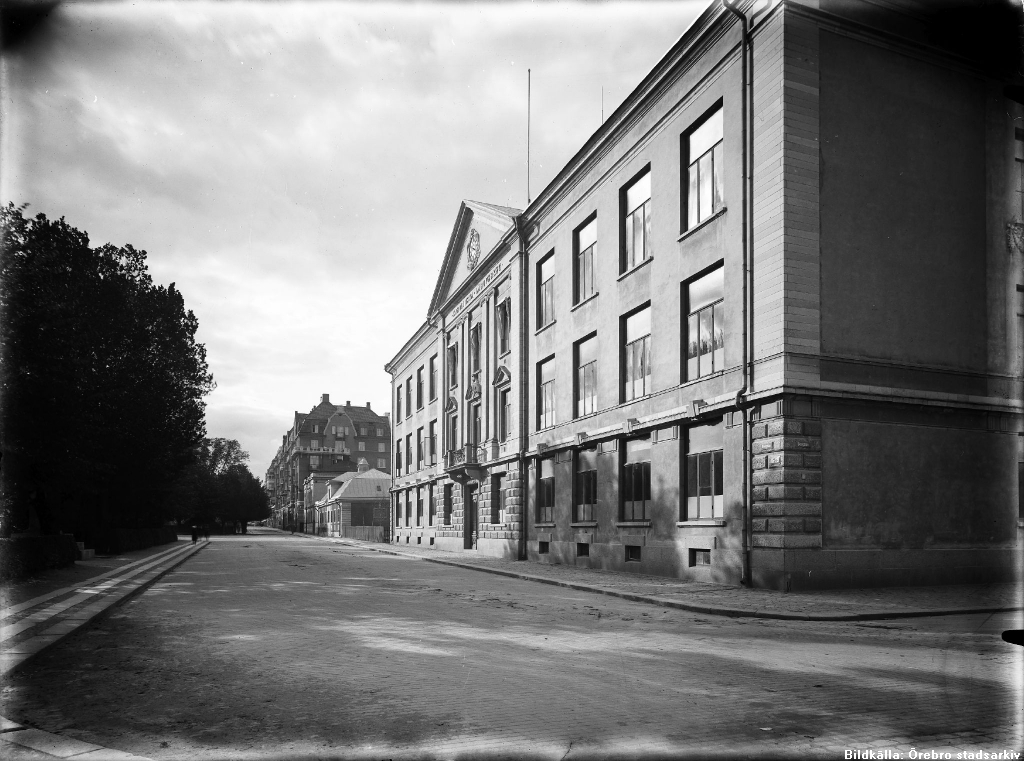
Olaigatan västerut. Karolinska skolan, Landshövdingestallet, Husarernas kanslihus och Centralpalatset, syns i tur och ordning.

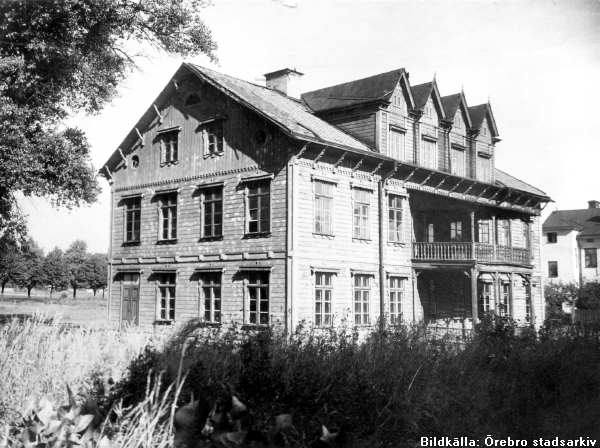
Grillska gården, Olaigatan 39-43. Uppfördes i slutet av 1850-talet. Revs 1932.

Olaigatan är en gata i centrala Örebro. Den sträcker sig från järnvägen vid Östra Bangatan till Villa Choisie.
Olaigatan har fått sitt namn av Olaus Petri (1493-1552), som var född i Örebro. Han blev senare känd som präst, reformator, statsman, historiker och författare.
Olaigatan fick sitt nuvarande namn år 1856. Dessförinnan hette den Smedjegatan (1680-1810), Riddargatan (1810-1823) och Nordvestra Tullgatan – Norra Smedjebacksgatan (1823-1856).
Gatan passerar följande platser:
- Järntorget
- Burenstamska huset (nu rivet)
- Storgatan
- Centralpalatset
- Henry Allards park där tidigare Husarstallet och Åkerhielmska gården låg.
- Husarernas kanslihus
- Landshövdingestallet
- Arbetshuset
- Kanslibron
- Karolinska skolan
- Högströmska gården
- Området där tidigare Örebro gevärsfaktori låg
- Alnängsgatan
- Örebro f.d. tingshus
- Grillska gården (riven 1932)
- Choisie